# هيذر مارش
هيذر مارش هي مدونة وصحفية كندية، ولدت في القرن العشرين.